# Stina Sundell
Stina Sundell (Gerda Maria Kristina Sundell-Linné), född 24 januari 1902 i Askers församling, Örebro län, död 21 juni 1993 i Kungsholms församling, Stockholm, var en svensk pianist och pianopedagog.

## Biografi
Sundell växte upp i Västervik och studerade vid Stockholms musikkonservatorium 1920–1925 med Lennart Lundberg som lärare och senare i Wien för Emil von Sauer, Eduard Steuermann och Alban Berg. Hon debuterade som pianist i Wien 1925 och erhöll Jenny Lind-stipendiet 1926–1928. Hon var lärare vid Kungliga Musikhögskolan 1958–1972 och fick professors namn 1977. Bland hennes elever märks Gunnar Valkare, Rolf Lindblom och Eva Pierrou.

## Priser och utmärkelser
- 1963 – Ledamot nr 706 av Kungliga Musikaliska Akademien[6]
- 1972 – Medaljen för tonkonstens främjande
- 1982 – Svenska grammofonpriset för Verk av César Franck, Maurice Ravel, Frédéric Chopin, Alban Berg, Carl Nielsen
- 1984 – Litteris et Artibus

## Diskografi
- 1981 – Verk av César Franck, Maurice Ravel, Frédéric Chopin, Alban Berg, Carl Nielsen
- 1986 – Klavertramp '85